# Olympische Sommerspiele 2008/Teilnehmer (Bahamas)
| Gelbes Symbol für Goldmedaillen mit stilisierten Olympischen Ringen | Graues Symbol für Silbermedaillen mit stilisierten Olympischen Ringen | Braundes Symbol für Bronzemedaillen mit stilisierten Olympischen Ringen |
| ------------------------------------------------------------------- | --------------------------------------------------------------------- | ----------------------------------------------------------------------- |
| —                                                                   | 1                                                                     | 1                                                                       |

Die Bahamas nahmen bei den Olympischen Sommerspielen 2008 in Peking zum 14. Mal an einem olympischen Sommerturnier teil. Die Athleten wurden durch die Bahamas Olympic Association benannt.

## Medaillengewinner

### Silber
| Name                                                         | Sportart       | Kategorie               |
| ------------------------------------------------------------ | -------------- | ----------------------- |
| Andretti Bain, Michael Mathieu, Andrae Williams, Chris Brown | Leichtathletik | 4-mal-400-Meter-Staffel |

### Bronze
| Name         | Sportart       | Kategorie         |
| ------------ | -------------- | ----------------- |
| Leevan Sands | Leichtathletik | Dreisprung Männer |

## Teilnehmer nach Sportart

### Boxen
- Tureano Johnson
Herren, Weltergewicht, Viertelfinale

### Leichtathletik
- Christine Amertil
- Derrick Atkins
- Andretti Bain (Silber ), Staffel
- Chris Brown (Silber ), Staffel
- Tamicka Clarke
- Jackie Edwards
- Laverne Eve
- Debbie Ferguson
- Sheniqua Ferguson
- Michael Mathieu (Silber ), Staffel
- Ramon Miller
- Avard Moncur
- Leevan Sands (Bronze ), Dreisprung
- Shamar Sands
- Chandra Sturrup
- Donald Thomas
- Andrae Williams (Silber ), Staffel

### Schwimmen
- Elvis Burrows
- Alana Dillette
- Jeremy Knowles
- Arianna Vanderpool-Wallace

### Tennis
- Mark Knowles
- Devin Mullings